# 明鐘岬

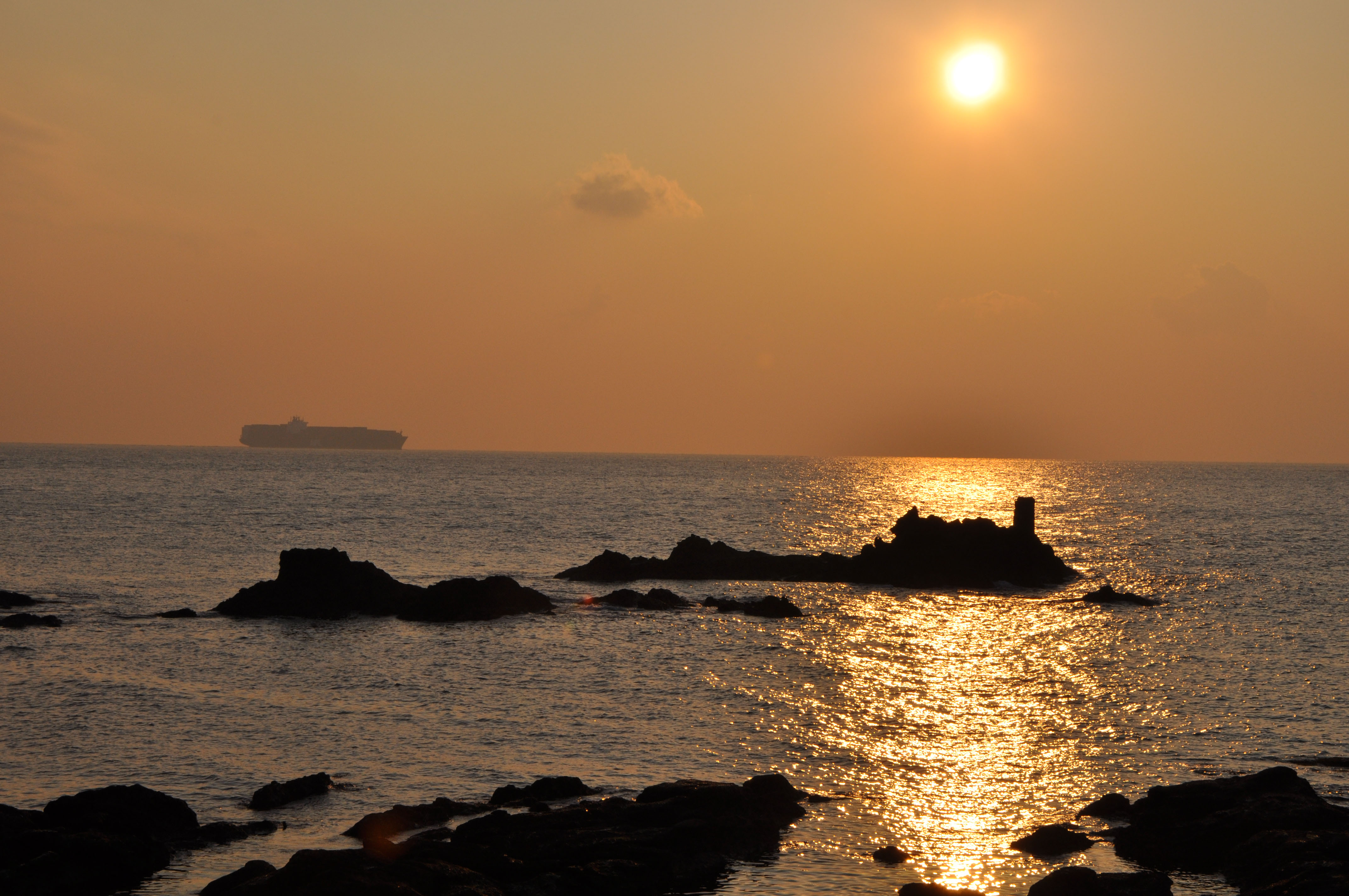
明鐘岬（千葉県富津市・鋸南町）。目の前の浦賀水道を多くの船舶が行き来するのが見える。

明鐘岬（みょうがねみさき）は、千葉県の富津市と安房郡鋸南町の境にある岬。鋸山が東京湾へ落ち込む所。

## 名の由来
その昔、この付近の海中から“妙な鐘”が出現したことによるとされる。妙な鐘、妙鐘が転じて明鐘となった。

## 歴史
古来、この辺りは街道の海沿いの難所として知られ、徳川光圀の『甲寅紀行』（延宝2年、1674年）には「鋸山の出崎の小なる路を、岸に沿いて通る。．．．明金の内に八町許り難所あり。荷付馬通る事ならざる間、一町半あり。」との記述がある。
1888年（明治21年）、現在の明鐘隧道よりも海側を通る道路および隧道が整備された。隧道の開通には安房郡長であった重城保や吉田謹爾が取り組んだ。
太平洋戦争後になって、1950年（昭和25年）に元名第1トンネルが、1951年（昭和26年）に元名第2、汐噴、明鐘の各トンネルを通る道路が相次いで整備された。旧道はこれに伴い廃止となり、その後封鎖された。
現在、旧明鐘隧道を通る旧道の名残は残っているが歩いて通り抜けることはできず埋もれている。

## 明鐘付近の隧道（トンネル）
国道127号の明鐘付近には、南方（下り）となる鋸南町保田側から元名第二、潮噴、明鐘の各隧道（トンネル）がある。
元名第二隧道は元々、富津市寄りの北側（上り）から元名第一・第二と並ぶ二つの隧道だった。法面の落石避けとしてロックシェッドを隧道間に建設したことにより、隧道同士がつながったため、今では一見一つのトンネルのように見えている。
トンネル内は1950年の開通当時と変わっておらず歩道は無い。車道の幅にも余裕がなく、二輪車や徒歩で通行することは危険である。各トンネルには徒歩や自転車で通行する際、後続の自動車に知らせるための押しボタンが設置されている。

## 位置情報
- 北緯35度09分17秒 東経139度49分05秒 / 北緯35.15472度 東経139.81806度
- 保田（横須賀）［北東］ - 地理院地図
- 明鐘岬 - Google マップ

## 観光施設
- 鋸山登山自動車道 - 国道127号の明鐘隧道を富津市側から鋸南町側に抜けると左手に入口（国道との分岐）が見える。

## 創作作品
- 『虹の岬の喫茶店』 - 森沢明夫の小説。明鐘岬に所在する喫茶店をモデルにストーリーを展開。
  - 映画『ふしぎな岬の物語』- 上記小説が吉永小百合のプロデュースによって映画化された作品。2014年、明鐘岬の周辺にてロケーション撮影が行われた。第38回モントリオール世界映画祭において審査員特別グランプリを受賞[2]。

## 参考資料
- 忍足利彦『鋸山完全ガイド』冬花社、2015年1月20日。ISBN 978-4-925236-99-7。

座標: 北緯35度9分17秒 東経139度49分5秒 / 北緯35.15472度 東経139.81806度